# .327 Federal Magnum

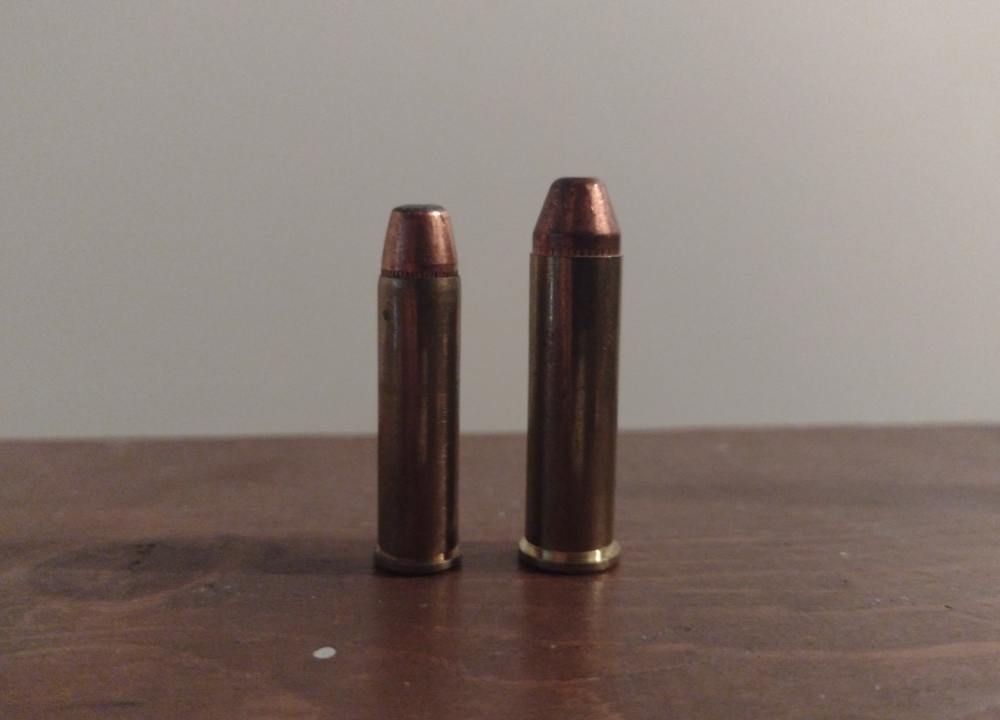
Imagen de dos variedades diferentes.

El .327 Federal Magnum introducido al mercado por Federal Premium Ammunition y comercializado a través de Sturm, Ruger & Co. tiene como objetivo ofrecer la potencia de un .357 Remington Magnum en revólveres compactos de seis tiros, cuyos tambores, de otro modo, solo tendrían la capacidad de cargar cinco tiros.
El .327 también se ha usado en revólveres de tamaño completo con una capacidad de siete o más tiros. El .327 Federal Mag es un ejemplo de " super magnum ", porque es un magnum de un magnum, el .32 H&R Magnum . 

## Desarrollo
Fue desarrollado e introducido al mercado por la compañía Federal Cartridge, ahora conocida como Federal Premium Ammunition, buscando mejorar las prestaciones del .32 H&R Magnum que fue introducido en 1984. 
Al igual que el .32 H&R, el .327 Federal es una versión alargada del cartucho .32 S&W original, que data de 1878. En 1896, se introdujo el .32 S&amp;W Long, que generaba velocidades ligeramente más altas. La introducción del .32 H&R aumentó las presiones de 15.000 psi a 21.000 CUP, dando velocidades de aproximadamente 1200 pies/s (365,8 m/s) . 

## Armas de fuego con recamaradas para el .327 Federal Magnum
LCharter Arms, Taurus, Ruger y Freedom Arms, fueron los primeros en ofrecer revólveres para ese calibre, y el Ruger SP101 se seleccionó originalmente como plataforma de desarrollo para el nuevo cartucho.  Freedom Arms hizo un diseño de acción simple, al igual que US Fire Arms con su Sparrowhawk de ocho tiros, mientas que Sturm & Ruger Co. ofreció el SP101 de doble acción y seis disparos, además del el GP100 de siete disparos. También ofreció el Ruger Blackhawk de tamaño completo, de acción simple y ocho disparos.  En enero de 2008 se lanzó una versión de la Ruger SP101 con un cañón de 3 1/16"  

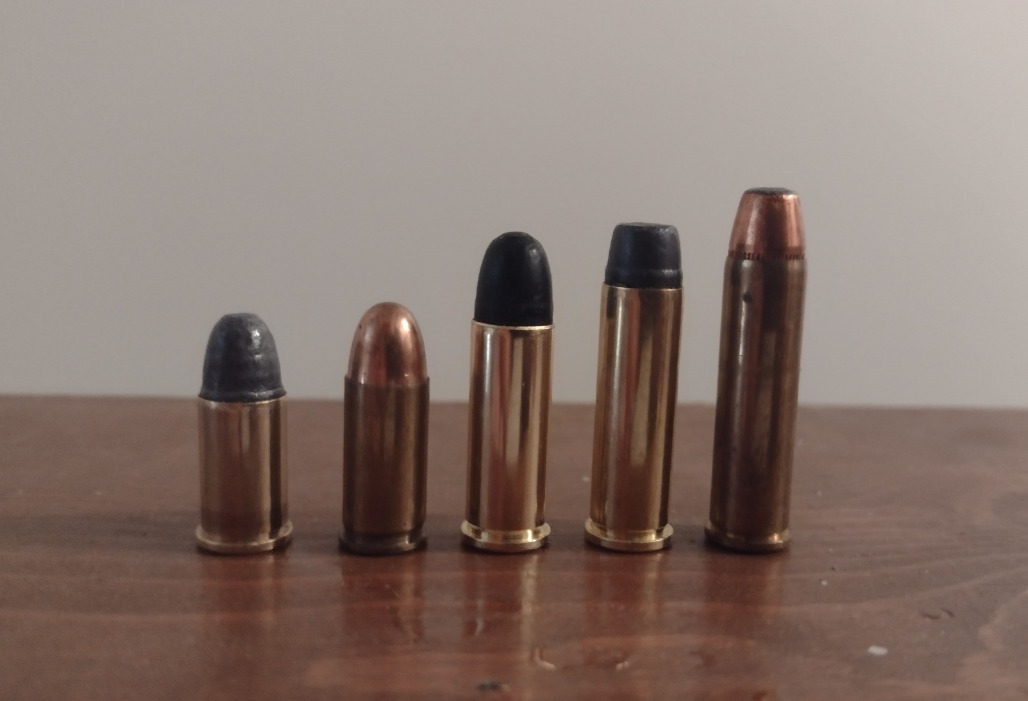
De izquierda a derecha: .32 Short, .32 ACP, .32 S&W Long, .32 H&R Magnum y .327 Federal Magnum